# Grosminet sauveteur
 (février 2018).
Si vous disposez d'ouvrages ou d'articles de référence ou si vous connaissez des sites web de qualité traitant du thème abordé ici, merci de compléter l'article en donnant les références utiles à sa vérifiabilité et en les liant à la section « Notes et références ».
Pour plus de détails, voir Fiche technique et Distribution.
Grosminet sauveteur (Catty Cornered) est un court métrage animé américain Merrie Melodies sorti le 31 octobre 1953 et produit par Warner Bros. Le court métrage dure environ sept minutes et est réalisé par Friz Freleng.